# Cucullia terensis
Cucullia terensis är en fjärilsart som beskrevs av Felder 1874. Cucullia terensis ingår i släktet Cucullia och familjen nattflyn. Inga underarter finns listade i Catalogue of Life.